# Доктор Хэрроу
«Доктор Хэрроу» (англ. Harrow) — австралийский детективный телесериал с Йоаном Гриффитом в главной роли. Премьера сериала состоялась 9 марта 2018 года. В мае того же года сериал был продлён на второй сезон, который вышел 12 мая 2019 года. В октябре того же года сериал был продлён на третий сезон, который вышел 7 февраля 2021 года.

## Сюжет
Сериал рассказывает о приключениях доктора Дэниела Хэрроу — самого талантливого патологоанатома Австралии, который, при этом, абсолютно не уважает власть. Однако он очень добр и испытывает сильную эмпатию к жертвам, чьи смерти расследует, что помогает ему раскрыть даже самые запутанные дела. Ради раскрытия правды о каждой очередной смерти Хэрроу готов нарушить любое возможное правило. Однако у него тоже есть свой тёмный секрет, раскрытие которого может ему многого стоить…

## В ролях
- Дэниел Хэрроу (Йоан Гриффит) — главный герой. Самый талантливый патологоанатом Австралии, при этом вызывающий раздражение даже у собственного босса. В то же время он очень добр и в некотором роде идеалист, так как готов идти на какие угодно морально-приемлемые методы для раскрытия очередного убийства. Однако это не помогло ему в личной жизни, так как у него за плечами развод и дочь-подросток Ферн, с которой он отчаянно пытается заново построить отношения. За год до начала основных событий сериала убил в ходе самообороны отчима своей дочери, Роберта Куинна, после того, как тот признался ему в изнасиловании Ферн и сразу попытался убить.
- Сэройя Дасс (Мирра Фоулкс) — сержант полиции Квинсленда, любовный интерес Хэрроу в первом сезоне. Такая же наблюдательная и эмпатичная, как сам Хэрроу. В прошлом имела сына, который умер ребёнком от смертельной болезни. В конце первого сезона расстаётся с Хэрроу и уезжает.
- Саймон Ван Рэйк (Рэми Хай) — ассистент и протеже Хэрроу. Открытый гей. Хотя Хэрроу редко хвалит его вслух, он очень доволен его успехами. Также Саймон очень хорошо дружит с его дочерью Ферн. В конце первого сезона помог Хэрроу спастись от тюрьмы, что лишний раз укрепило их дружбу. Во втором сезоне был убит серийным убийцей Фрэнсисом Честером.
- Брайан Николс (Дэмиен Гарви) — детектив полиции Квинсленда. Раздражительно относится к Хэрроу, но профессионально очень его уважает. Со второго сезона их отношения становятся мягче.
- Максин Павич (Робин Малкольм) — начальница Хэрроу, глава Квинслендского Института судебной медицины. Хотя он имеет привычку не подчиняться даже ей, она его уважает как коллегу и друга. В конце второго сезона приняла решение уйти в отставку после того, как её нежелание верить в его теорию едва не стоило жизни самому Хэрроу и Ферн.
- Стефани Толсон (Анна Лизе Филлипс) — бывшая жена Хэрроу, мать его дочери Ферн. По профессии — учительница средней школы. Имеет с дочерью такие же проблемы, как и Хэрроу, и постоянно живёт в страхе, что её второй муж, Роберт Куинн, однажды вернётся.
- Лайл Ферли (Даррен Гилшенан) — ещё один патологоанатом из лаборатории Максин. В отличие от Хэрроу, верит в твёрдое следование правилам, но всё равно постоянно оказывается в тени Дэниела.
- Ферн Хэрроу (Элла Ньютон) — дочь Дэниела и Стефани. Подвергалась сексуальному насилию со стороны своего отчима, из-за чего около двух лет прожила на улице, опасаясь его возвращения. Отказалась раскрывать правду родителям, боясь навредить матери, из-за чего отдалилась от неё и отца. В конце первого сезона узнала правду о судьбе отчима и помирилась с родителями. Во втором сезоне начала вести нормальную жизнь, но затем, после гибели Саймона, присоединилась к расследованию его смерти и в итоге дала отцу важную зацепку.
- Кэллан Прауд (Хантер Пейдж-Локард) — бойфренд Ферн. В первом сезоне вместе с ней бродяжничает и зарабатывает разными мелочами. Во втором сезоне начинает снимать с ней квартиру и устраивается на работу поваром. Под конец дважды едва не погибает от рук Фрэнсиса Честера, но в итоге выживает.
- Грейс Молино (Джолин Андерсон) — племянница Фэйрли и новый патологоанатом. Новый любовный интерес Хэрроу со второго сезона. В прошлом была нейрохирургом, но оставила эту работу после того, как в ходе операции на онкобольном ребёнке случайно сделала ему лоботомию. В отличие от Сэройи Дасс, не слишком разделяет эмпатию Хэрроу к жертвам, что вполне естественно с учётом её прошлого.

### Второстепенные роли
- Фрэнсис Честер (Грант Боулер) — главный антагонист второго сезона, серийный убийца-анестезиолог. Стал социопатом из-за жестокого обращения со стороны отца. За годы до основных событий был приговорён к пожизненному заключению, ради чего Максин вынуждена была подделать часть улик. Считался погибшим в результате пожара в тюрьме из-за того, что патологоанатом-алкоголик неверно опознал обгорелый труп. Во втором сезоне начал мстить Хэрроу, систематически уничтожая его жизнь, тем более, что только сам Хэрроу с самого начала верил в его выживание. В финальной серии сезона взял в заложники Дэниела и Ферн, но был остановлен. Чтобы он не проболтался о случайно раскрытой тайне, Хэрроу незаметно убил его с помощью препарата, вызвавшего остановку сердца.

## Эпизоды
| Сезон | Серии | Серии | Даты показа    | Даты показа     | Avg. Aus. viewers |
| Сезон | Серии | Серии | Первая серия   | Последняя серия | Avg. Aus. viewers |
| ----- | ----- | ----- | -------------- | --------------- | ----------------- |
| 1     | 10    | 10    | 9 марта 2018   | 11 мая 2018     | 548,700           |
| 2     | 10    | 10    | 12 мая 2019    | 14 июля 2019    | 463,200           |
| 3     | 10    | 10    | 7 февраля 2021 | 11 апреля 2021  | 427,400           |

## Производство
Съёмки сериала проходят в Брисбене (центральном районе Квинсленда), а в качестве лаборатории главных героев используется бывший Стоматологический госпиталь-колледж Брисбена. После продления сериала на третий сезон стало известно, что Йоан Гриффит выступит режиссёром одной из серий.